# Västra Abborrvikarna
Västra Abborrvikarna är en sjö i Härjedalens kommun i Härjedalen och ingår i Ljusnans huvudavrinningsområde. Sjön har en area på 1,78 kvadratkilometer och ligger 770,4 meter över havet. Västra Abborrvikarna ligger i Rogen Natura 2000-område.

## Delavrinningsområde
Västra Abborrvikarna ingår i det delavrinningsområde (691536-133437) som SMHI kallar för Utloppet av Västra Abborrvikarna. Medelhöjden är 782 meter över havet och ytan är 9,75 kvadratkilometer. Det finns inga avrinningsområden uppströms utan avrinningsområdet är högsta punkten. Vattendraget som avvattnar avrinningsområdet har biflödesordning 4, vilket innebär att vattnet flödar genom totalt 4 vattendrag innan det når havet efter 397 kilometer. Avrinningsområdet består mestadels av skog (77 procent). Avrinningsområdet har 2 kvadratkilometer vattenytor vilket ger det en sjöprocent på 20,5 procent.